# Луккетти, Луис Альберто
Луис Альберто Луккетти (исп. Luis Alberto Lucchetti; 18 ноября 1902, Ла-Плата, провинция Буэнос-Айрес — 6 августа 1990, Буэнос-Айрес) — аргентинский фехтовальщик и военный. Член спортивного клуба «Бельграно Атлетик Клуб». Участник трёх Олимпиад (1924, 1928 и 1936. Старший брат аргентинского олимпийца Эктора Луккетти.
На Олимпиаде 1928 года в Амстердаме завоевал бронзовую медаль в составе аргентинской команды по фехтованию. Путёвку в финал южноамериканцы уступили французам. В матче за третье место «альбиселесте» обыграла сборную Бельгии, завоевав таким образом первые и единственные на данный момент бронзовые медали по фехтованию Аргентины.
В 1980 награждён премией «Конекс» за заслуги в фехтовании.